# Con i miei occhi
Con i miei occhi è il terzo album in studio del rapper italiano Lele Blade, pubblicato il 25 ottobre 2024.

## Promozione
Il lavoro è stato anticipato dal singolo Lose control, pubblicato il 7 luglio 2023. Successivamente sono stati rilasciati altri due singoli in prossimità della pubblicazione del disco, Contigo e Jet privato rispettivamente il 6 settembre e il 18 ottobre 2024.
L'annuncio dell'uscita del disco è arrivato il 4 ottobre 2024 a Scampia in occasione del "Red Bull 64 Bars Live", dove il rapper napoletano era ospite, per poi comunicarlo il 9 ottobre successivo sui canali social dell'artista. Durante l'esibizione nel "Red Bull 64 Bars Live" il rapper ha presentato in anteprima un suo freestyle, pubblicato il 22 ottobre successivo su Youtube e inserito solamente il 15 novembre nella versione digitale del disco con il nome di Shotgun (Red Bull 64 Bars).
Il 2 maggio 2025 viene pubblicata la versione deluxe ufficiale dell'album, contenente un ulteriore collaborazione con Vale Lambo e con Rrari dal Tacco.

## Tracce

### Edizione standard
1. Chell che sent – 2:58
2. Heets (feat. Geolier) – 2:57
3. Bad Mood (feat. Simba La Rue) – 2:57
4. Mai chiu – 3:27
5. Tik Tok (feat. Niky Savage) – 2:31
6. Con i miei occhi – 2:55
7. Southside (feat. Kid Yugi) – 2:26
8. Contigo – 2:30
9. Nun me chiammà (feat. Vale Lambo) – 2:55
10. Scegli per me – 3:22
11. Visionario (feat. Guè) – 2:25
12. Odio – 2:31
13. Jet privato (feat. Luchè) – 3:03
14. Famm fa a me (feat. MV Killa) – 2:44
15. My Baby Mama (feat. Yung Snapp) – 2:26
16. Lose Control – 3:02

Tracce bonus nella riedizione digitale
1. Shotgun (Red Bull 64 Bars) – 3:04

Tracce bonus
1. 2 minuti – 2:17
2. Don (feat. Rrari dal Tacco) – 3:02
3. Desert Eagle – 2:10
4. A faccia toj (feat. Vale Lambo) – 2:12
5. Trust nobody – 2:28

## Classifiche
| Classifica (2024) | Posizione massima |
| ----------------- | ----------------- |
| Italia            | 9                 |